# Меймене
Меймене́ (пушту ‎и дари ميمنه — Маймана) — город на одноимённой реке на севере Афганистана недалеко от границы с Туркменистаном, центр провинции Фарьяб.

## Климат
|                  | Янв | Фев | Мар | Апр | Май | Июн | Июл | Авг | Сен | Окт | Ноя | Дек |
| ---------------- | --- | --- | --- | --- | --- | --- | --- | --- | --- | --- | --- | --- |
| Температура (°C) | 2   | 4   | 8   | 15  | 20  | 26  | 28  | 25  | 21  | 15  | 9   | 5   |
| Осадки (мм)      | 50  | 60  | 82  | 60  | 26  | 1   | 0   | 0   | 0   | 10  | 21  | 45  |

## Население
В XIX веке население города составляло 15-18 тысяч человек
В 1958 году в городе проживало 30 тысяч человек, в 1979 — 38250, в 1982 — 56973. В 2004 году население города составляло 75900 человек, в 2015 — 149040.